# Osman Köse
Osman Köse (* 13. Juni 1988 in Hamm) ist ein ehemaliger deutscher Fußballspieler, der zuletzt in der Saison 2010/11 höherklassig bei der Hammer SpVg spielte. Seine bevorzugte Position war die des linken Verteidigers.

## Karriere
Köse begann seine Karriere beim FC Schalke 04, wo er in der Saison 2007/08 zum Kader der zweiten Mannschaft gehörte. Mit der Mannschaft schaffte er die Qualifikation zur neuen Regionalliga West. Zur Saison 2008/09 wechselte er zur VV St. Truiden, mit der er in der zweiten belgischen Liga spielte. Mit VV St. Truiden schaffte er in seiner ersten Saison den Aufstieg in die Jupiler Pro League, wurde jedoch für die kommende Saison an Zweitligist KVK Tienen verliehen. Im Sommer 2010 kehrte er in seine Heimatstadt zurück und spielte für ein Jahr bei der Hammer SpVg in der Westfalenliga. Danach spielte er noch beim Bezirksligisten TuS Lohauserholz sowie für den Bergkamener Kreisligisten TIU Rünthe. In der Spielzeit 2014/15 folgte noch eine Saison bei Eintracht Werne, ehe Köse seine Laufbahn beendete.

## Privates
Sein jüngerer Bruder Bahattin Köse ist ebenfalls Profi-Fußballspieler.